# Västra Vång
Västra Vång (även kallat Vång) är en by i Ronneby kommun, där flera av Blekinges märkvärdigaste arkeologiska fynd har gjorts. Byn är bevarad i samma skick som från före enskiftet.
Byn ligger inom ett riksintresseområde för kulturmiljövården med många fornlämningsmiljöer från både förhistorisk och historisk tid. Landskapet kring rullstensåsen har många spår av bosättningar, från stenåldern och framåt. I byns närområde ligger Kasakulle med gravar och stenmonument från järnåldern, det vikingatida Hjortsberga gravfält, och Björketorpsstenen. Vid Johannishus gods finns skeppssättningar och domarringar.

## Västra Vång i äldre tid

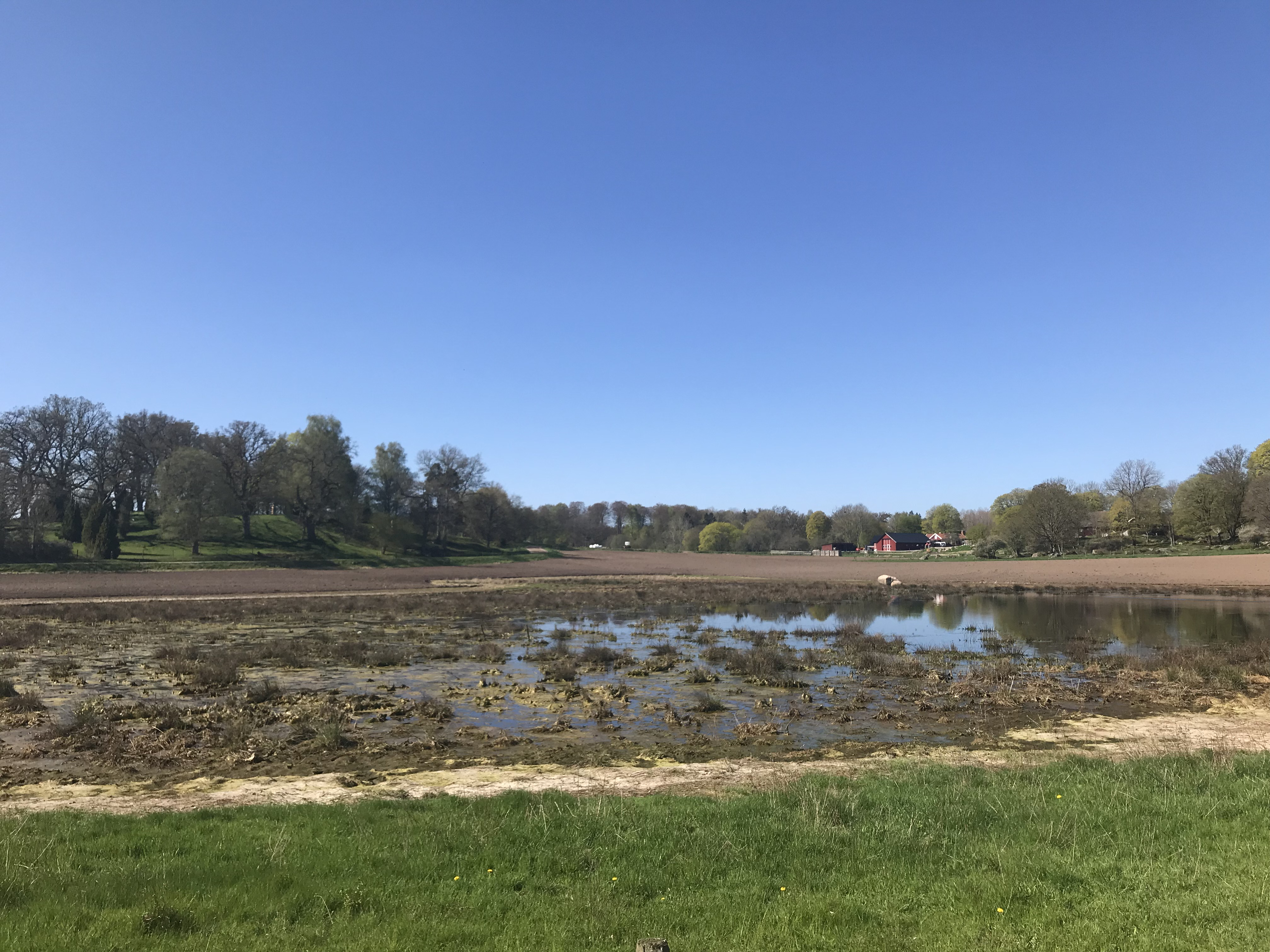
Överblick över Vångboplatsens norra del.

Under järnåldern har kullen varit en plats med stark religiös laddning. Människor har rest både från närområdet och längre bortifrån för att delta i kulten.
De medeltida mynten från platsen talar möjligen för att området inte stod under dansk kontroll under tidig medeltid, utan att Västra Vång liksom övriga Blekinge troligtvis först under 1230-talet kom i dansk ägo.

## Arkeologiska undersökningar

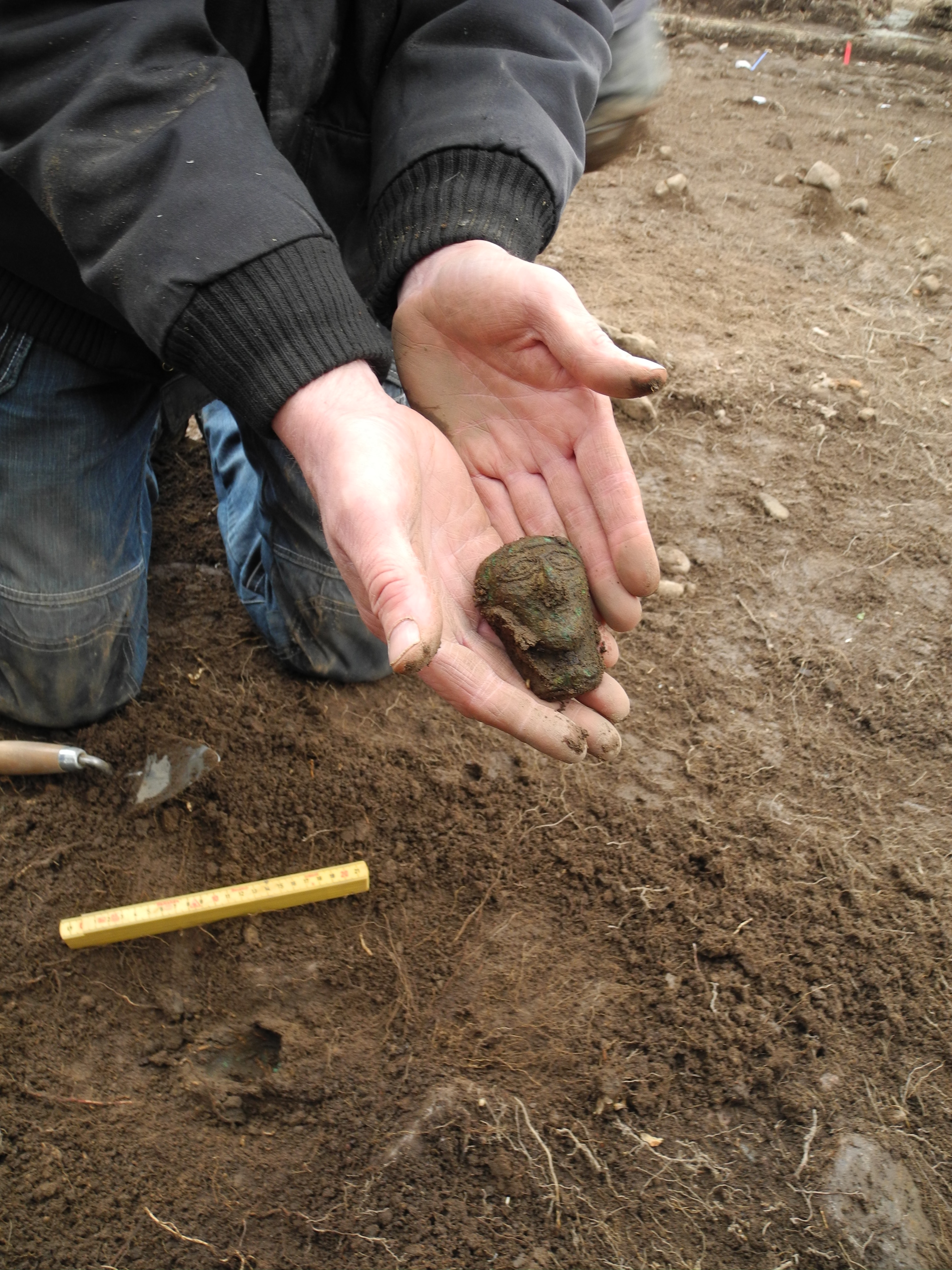
"Inhemsk" maskbild av brons, vid påträffandet inom Vångboplatsen 2013.

I Västra Vång påträffades år 1865 den så kallade Johannishusskatten, vilken är Blekinges största vikingatida silverskatt. Denna vägde drygt 6 kilo och bestod av mer än 4000 silvermynt, diverse hacksilver och smycken. Fyndet är daterat till tiden runt 1130-talet.
Nya undersökningar vidtog 2004 i samband med vattenledningsarbeten. Då upptäcktes lämningar av en boplats från yngre järnålder samt en maskbild i brons, troligtvis med keltiskt ursprung.
Med de många ädelmetallföremål som upptäcktes 2013 har Vång kommit att förstås som någon form av regional centralplats för järnålderns Blekinge. Sammanlagt 70 guldfoliefigurer, så kallade guldgubbar, har fram till 2023 tillvaratagits i Västra Vång. Bland dessa finns flera motiv som hittills enbart hittats i Vång, medan andra är identiska med tidigare upptäckta guldgubbar från Eketorp på Öland och Sorte muld på Bornholm. Vid sidan om guldgubbarna har arkeologer även hittat ytterligare tre maskbilder av samma typ som den från 2004, en provincialromersk bronsbyst och en enklare, troligtvis lokal, kopia på den bysten. Maskerna och bysterna har troligtvis varit fästa i stora kittlar av brons, som det hittades fragmentariska spår efter.